# Edgar (quadrinhos)
Edgar é uma webcomic do quadrinista Gustavo Borges. O personagem principal, que dá título ao quadrinho, é um castor tímido e muito inteligente, que resolve abandonar a rotina e sair em busca de aventura. O maior diferencial da história é que todas as situações de perigo são resolvidas utilizando-se princípios científicos reais, servindo também para ensinar os princípios da Física. Em 2014, Gustavo lançou de forma independente uma coletânea das primeiras tiras em um livro chamado Edgar - em busca da energia dos ventos, que ganhou o Troféu HQ Mix no ano seguinte na categoria "melhor publicação independente de autor".